# Willy Cohn
Pour les articles homonymes, voir Cohn.
Willy Cohn, né le 12 décembre 1888 à Breslau et mort le 29 novembre 1941 à Kaunas en Lituanie, est un historien et enseignant allemand. Pendant la domination du Troisième Reich, il a documenté dans ses journaux personnels la vie des Juifs à Breslau, jusqu'à ce que lui et sa famille soient déportés vers la Lituanie occupée par l'Allemagne nazie, et assassinés.
Les journaux de Cohn, traduits en anglais sous une forme condensée, ont été publiés en 2012 sous le titre No Justice in Germany: The Breslau Diaries, 1933-1941 par Stanford University Press.

## Biographie
Willy Cohn vient d'une riche famille de marchands juifs de Breslau. À partir de 1906, il étudie l'histoire à Breslau et Heidelberg. Il achève ses études en 1909 avec une thèse sur la flotte normanno-sicilienne, publiée à Breslau en 1910. Il passe l'examen de professeur de lycée, bien qu'il aspire à une carrière universitaire à l'Université de Breslau, mais ne peut réaliser ses projets en raison de la discrimination instaurée par les nazis contre les universitaires juifs. Il est nommé enseignant au lycée de Breslau en 1919. L'un des élèves du lycée est le futur historien Walter Laqueur, qui, en 1996, attirera l'attention sur les journaux de Cohn.
Malgré une répression accrue après l'arrivée au pouvoir des nazis, Cohn se sent toujours lié à l'Allemagne et reste à Breslau avec sa deuxième femme et ses deux filles. Dans ses journaux, il décrit la vie sous le régime nazi et la destruction de la communauté juive de Breslau, alors la troisième en importance en Allemagne. Alors que la persécution des Juifs en Allemagne empire, les Cohn envisagent l'émigration. Lui et son épouse ont visité la Palestine mandataire en 1937, mais cela n'offre aucune perspective d'emploi à Cohn, qui n'est pas en assez bonne santé pour effectuer un travail physique. Lorsqu'ils veulent fuir après la Nuit de Cristal en 1938, il est trop tard : après le déclenchement de la Seconde Guerre mondiale, le régime nazi n'autorise plus l'émigration. Les Cohn endurent le règne de la terreur nazie à Breslau ; ils sont arrêtés le 21 novembre 1941 et déportés vers la Lituanie occupée par l'Allemagne. Quelques jours plus tard, le 29 novembre 1941, la famille Cohn est exécutée au Neuvième Fort, avec 2000 autres juifs de Breslau et de Vienne. En 2010, une plaque en mémoire de Willy Cohn est dévoilée sur la place du marché de Wrocław.

## No Justice in Germany: The Breslau Diaries, 1933-1941
Ses journaux sont conservés aux Archives centrales de l'histoire du peuple juif de Jérusalem. Willy Cohn est considéré avec Victor Klemperer comme l'un des chroniqueurs les plus importants des crimes des nazis contre le peuple juif.

Il a laissé un témoignage de la vie quotidienne des Juifs en Allemagne après 1933, dans des conditions d'oppression économique, sociale et culturelle croissantes. Reconnaissant la menace du régime nazi dans ses journaux, il écrit en août 1935 : « Désormais, je compte documenter plus attentivement notre destin juif ; peut-être intéressera-t-il les générations futures. » Ses journaux sous une forme condensée ont été publiés en anglais en 2012 chez Stanford University Press sous le titre No Justice in Germany: The Breslau Diaries, 1933-1941. Une critique de H-Net Humanities and Social Sciences Online note sur le sujet  :
Il est rare que de tels récits de cette période, perspicaces et complets, parviennent jusqu'à nous, et Conrads et Kronenberg [l'éditeur et le traducteur] vont dans le sens du vœu de Cohn d'informer les générations futures de ce qu'il a vécu. Semblable au journal de Victor Klemperer, le récit détaillé de Cohn décrit ce que c'était qu'être un Juif vivant sous le Troisième Reich. 